# Nyrup Bugt
Nyrup Bugt är en bukt i Danmark. Den ligger i Region Själland, i den östra delen av landet, 60 km nordväst om Köpenhamn.
Nyrup Bugt är en del av Hesselø Bugt som i sin tur är en del av Kattegatt. Bukten ligger norr om staden Nykøbing Sjælland.